# Tramway d'Arcachon

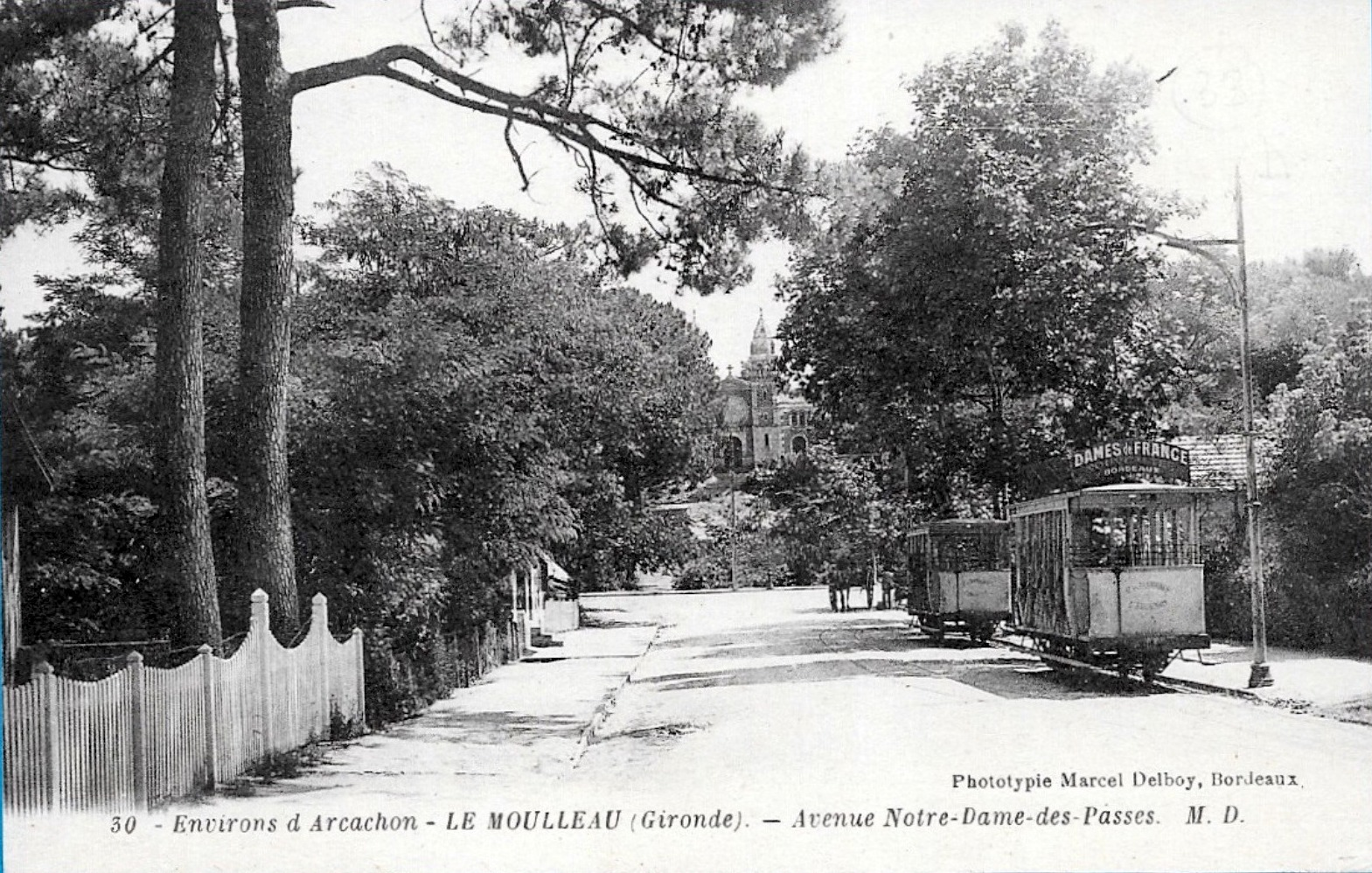
Le tramway dans l'avenue Notre-Dame-des-Passes.

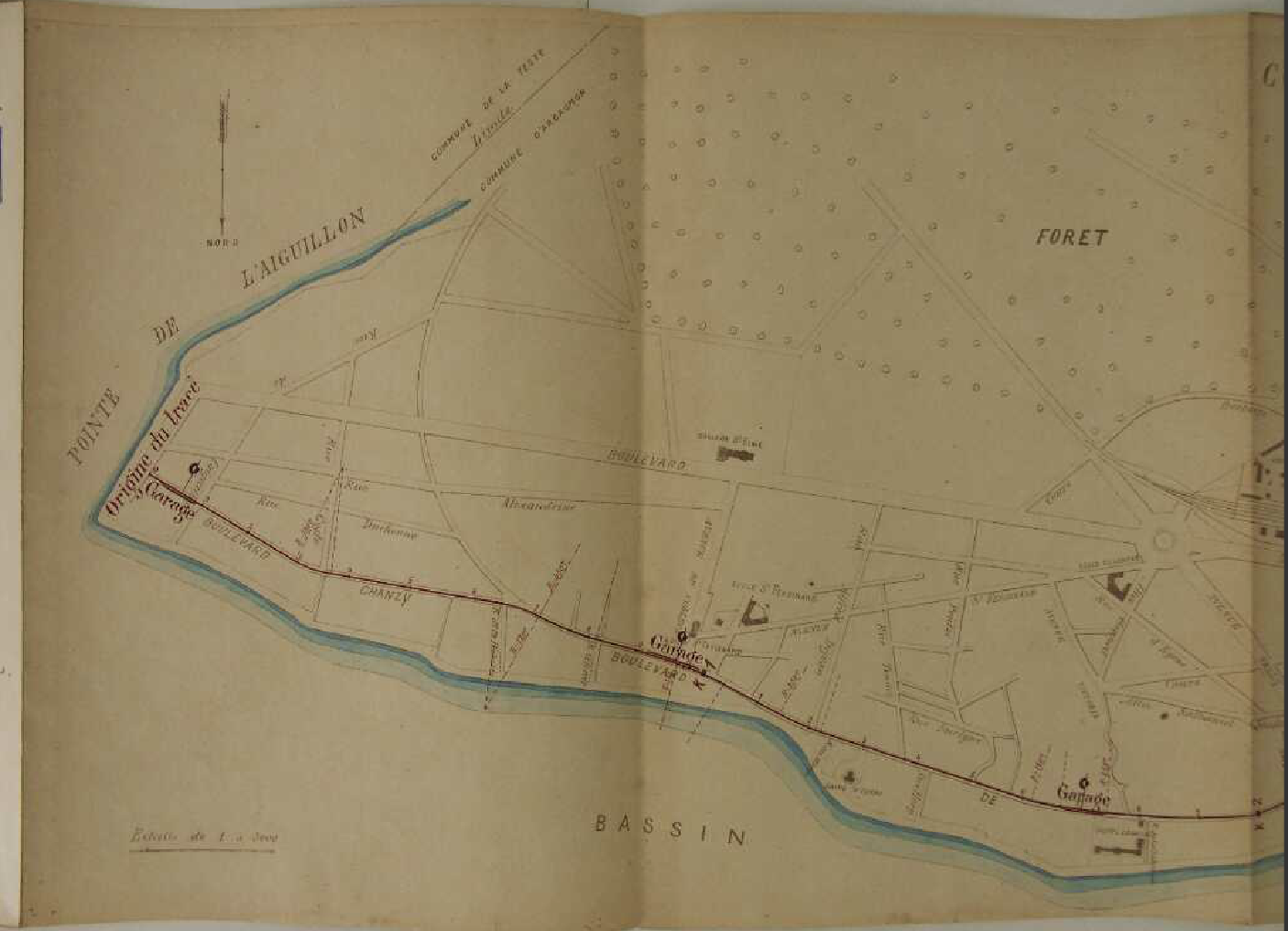
Tracé de l'origine de la ligne.

Le tramway d'Arcachon a fonctionné dans cette ville entre 1911 et 1930. était un réseau composé d'une ligne de tramway à voie métrique complété par un funiculaire situé également à Arcachon. 
La ligne de tramway, d'une longueur de 7 kilomètres environ, était construite à voie métrique. Elle reliait le Moulleau à la pointe de l'Aiguillon, aux deux extrémités de la commune.

## Histoire
Un premier projet de tramway à vapeur reliant la gare d'Arcachon aux plages est émis en 1887. Un second projet, cette fois à traction électrique voit le jour en 1893 grâce à la Société immobilière d'Arcachon, détenue notamment par les frères Pereire, qui avaient déjà été les instigateurs de la construction de la ligne de Bordeaux à Arcachon. Cependant, malgré les recommandations favorables émises par les autorités locales, le projet n'aboutit pas. 
Ce n'est qu'au vingtième siècle que le projet est relancé par Joseph Odelin, un industriel qui propose cette fois un tramway à traction mécanique. La ligne ouvre finalement en 1911, partant de l'Aiguillon puis passant devant la gare, traversant la ville d'Hiver avant d'arriver au Moulleau. Elle ferme cependant en 1930.